# Макфолл (Міссурі)
Макфолл (англ. McFall) — місто (англ. city) в США, в окрузі Джентрі штату Міссурі. Населення — 119 осіб (2020).

## Географія
Макфолл розташований за координатами 40°6′42″ пн. ш. 94°13′20″ зх. д. / 40.11167° пн. ш. 94.22222° зх. д. (40.111584, -94.222302).  За даними Бюро перепису населення США в 2010 році місто мало площу 0,80 км², уся площа — суходіл.

## Демографія
Згідно з переписом 2010 року, у місті мешкали 93 особи в 44 домогосподарствах у складі 26 родин. Густота населення становила 117 осіб/км².  Було 72 помешкання (90/км²).
Расовий склад населення:
| - 100,0 % — білих |

До двох чи більше рас належало 0,0 %. Частка іспаномовних становила 0,0 % від усіх жителів.
За віковим діапазоном населення розподілялося таким чином: 19,4 % — особи молодші 18 років, 49,4 % — особи у віці 18—64 років, 31,2 % — особи у віці 65 років та старші. Медіана віку мешканця становила 47,8 року. На 100 осіб жіночої статі у місті припадало 102,2 чоловіків;  на 100 жінок у віці від 18 років та старших — 92,3 чоловіків також старших 18 років.
Середній дохід на одне домашнє господарство  становив 36 803 долари США (медіана — 35 893), а середній дохід на одну сім'ю — 34 113 долари (медіана — 35 000). За межею бідності перебувало 31,7 % осіб, у тому числі 32,4 % дітей у віці до 18 років та 37,5 % осіб у віці 65 років та старших.
Цивільне працевлаштоване населення становило 54 особи. Основні галузі зайнятості: мистецтво, розваги та відпочинок — 24,1 %, сільське господарство, лісництво, риболовля — 24,1 %, освіта, охорона здоров'я та соціальна допомога — 18,5 %, транспорт — 13,0 %.